# Nymphon enteonum
Nymphon enteonum is een zeespin uit de familie Nymphonidae. De soort behoort tot het geslacht Nymphon. Nymphon enteonum werd in 2002 voor het eerst wetenschappelijk beschreven door Child. 